# Ctenus serratipes
Ctenus serratipes är en spindelart som beskrevs av F. O. Pickard-Cambridge 1897. Ctenus serratipes ingår i släktet Ctenus och familjen Ctenidae. Inga underarter finns listade i Catalogue of Life.